# AUM (französische Band)
AUM ist eine französische Death-Metal-Band aus Paris, die 2011 gegründet wurde.

## Geschichte
Die Band wurde 2011 in Paris vom Frontmann AUM und einem Freund gegründet. AUM spielte die Gitarre, während sein Freund das Schlagzeug bediente. Sie spielten ein Jahr zusammen und komponierten dabei vier Lieder, ehe sein Freund wegen seines Studiums umziehen musste. Das Projekt ruhte daraufhin. Während AUM weiter an neuen Songs schrieb, zog er nach Toulouse. Doch auch dort konnte er keinen passenden Schlagzeuger finden. 2015 entschied er sich einen professionellen Schlagzeuger zu engagieren und nahm mit diesem die Songs auf. Er kontaktierte daraufhin Patrick Kremer, Besitzer von Iron Bonehead Productions, worüber im folgenden Jahr das Album Om Ah Hum Vajra Guru Padma Siddhi Hum erschien.

## Stil
Im Interview mit Andreas Schiffmann vom Rock Hard gab der Frontmann AUM an, dass er durch Black-Metal-Bands wie Gorgoroth, Archgoat, Bestial Warlust, Seigneur Voland, Urgehal, Revenge, Antichrist, Blasphemy, Sarcófago, Demoncy, Truppensturm, Cornigr, Knelt Rote, Noenum, Diocletian und Teitanblood beeinflusst wurde. Die Band selbst habe eher ihre Wurzeln im Death Metal, im Stil von Incantation, Dead Congregation, Corpsessed, Drowned, Cruciamentum, frühen Necros Christos, Gorephilia, Grave Miasma, Rippikoulu, frühen Belial und Sonne Adam. Der Albumtitel sei ein tibetanisches Mantra. Eine Ausgabe zuvor hatte Schilling das Album rezensiert. Hierauf sei düsterer Death Metal zu hören, mit einem Gesang, der an Mors Dalos Ra von Necros Christos erinnere, einer „an- und abschwellende[n] Dynamik“ im Stil von Sonne Adam, während das „stoisch-ausdauernde Blast-Drumming“ an Teitanblood erinnere. Die Lieder seien jedoch weniger chaotisch, sondern gut strukturiert.

## Diskografie
- 2016: Om Ah Hum Vajra Guru Padma Siddhi Hum (Album, Iron Bonehead Productions)